# 细枝苋
细枝苋（学名：Amaranthus gracilentus）为苋科苋属下的一个种。

## 扩展阅读
- 維基物種上的相關：细枝苋